# Xylocopa kerri
Xylocopa kerri är en biart som först beskrevs av Cockerell 1929.  Xylocopa kerri ingår i släktet snickarbin, och familjen långtungebin. Inga underarter finns listade i Catalogue of Life.